# Steinkopfův mlýn
Steinkopfův mlýn v Kadani v okrese Chomutov je vodní mlýn, který stojí na řece Ohře mezi jezem a mostem u bývalého špitálu. Je chráněn jako nemovitá kulturní památka České republiky.

## Historie
Mlýn je doložen berní rulou z roku 1654, ve které se uvádí na předměstí mlýn. Roku 1811 postihl předměstí požár, který pravděpodobně zasáhl i mlýn; ten byl poté klasicistně úpraven. V roce 1904 došlo k přestavbě obytného traktu a změně fasády pod vedením stavitele Josefa Petera. V letech 1907 a 1926 byla usazena turbína a zaklenut mlýnský náhon. Další přestavbou prošla v roce 1931 obytná část podle návrhu architekta A. Sturma. V 80. letech 20. století budova opět vyhořela a byla částečně zbořena.

## Popis
Renesanční patrový objekt mlýna se sedlovou střechou má fasádu členěnou vysokým řádem místy sdružených toskánských pilastrů a prostou kordonovou římsou.
Voda na vodní kolo vedla od jezu náhonem. K mlýnu patřila také pila (zanikla před rokem 1930). K roku 1930 mlýn poháněla 1 Francisova turbína (průtok 4 m³/s, spád 1.5 m, výkon 60 HP).